# Erik De Bruyn
Erik De Bruyn (Antwerpen, 4 november 1959) werkt als milieuambtenaar bij de stad Antwerpen en was als  Belgisch politicus actief tot 2012.

## Levensloop

### Socialistische Partij
Als student scheikunde sloot hij zich aan in 1979 bij de studentenorganisatie van de SP. In de jaren 1980 raakte hij in de Antwerpse SP-afdeling en in de bredere arbeidersbeweging bekend als een man van de linkerzijde van de partij en onderhield hij nauwe contacten met Vonk. Om het protest tegen het Generatiepact een stem te geven binnen de sp.a, richtte hij in 2005 de beweging sp.a rood op. Hij organiseerde mee het verzet tegen de bouw van de Lange Wapper in Antwerpen, zowel binnen de sp.a als daarbuiten.
De Bruyn verkreeg nationale bekendheid als tegenkandidaat van Caroline Gennez bij de voorzittersverkiezingen van de sp.a in 2007. Tijdens de campagne noemde Caroline Gennez hem een 'communist', een incident dat breed uitgesmeerd werd in de pers. Tegen alle verwachtingen in kreeg hij de steun van heel wat partijafdelingen, waaronder de grootste afdeling van de partij: de afdeling Antwerpen. Erik De Bruyn en zijn running-mate Elke Heirman behaalden 33,6 procent van de stemmen. Bij de regionale verkiezingen van juni 2009 behaalde De Bruyn in de provincie Antwerpen 8355 voorkeurstemmen. Hoewel hij meer stemmen behaalde dan drie van de vijf socialisten die in het parlement zouden gaan zetelen, raakte hijzelf niet verkozen omwille van de lage plaats die hij had op de kieslijst. Vanaf de elfde plaats op de lijst moest hij enkel nationaal voorzitter Caroline Gennez, burgemeester Patrick Janssens en minister Kathleen Van Brempt laten voorgaan in aantal voorkeurstemmen. Voor de federale verkiezingen op 13 juli 2010 stond De Bruyn op de tiende plaats van de lijst voor de senaat. Hij haalde 21.300 voorkeurstemmen.

### Rood!
De Bruyn lag al een hele tijd in conflict met de partijtop van de sp.a toen hij in 2011 besloot de partij te verlaten en de nieuwe beweging Rood! op te richten. Naar eigen zeggen heeft links nood aan een anti-establishmentimago en een beweging die linkse antwoorden kan geven op de crisis. De Bruyn hoopte met Rood! deze leemte op te vullen.
Hij onderhandelde met de PvdA, die hem een derde plaats aanbood op hun lijst PvdA+ voor de gemeenteraadsverkiezingen van 14 oktober 2012. De Bruyn wenste echter een kartellijst met een andere naam en een betere plaats voor alle Rood!-kandidaten. Hij startte nadien gesprekken met Groen, maar haakte af - volgens Groen - omdat hij het hoofddoekenverbod voor loketbedienden niet wenste terug te draaien. Rood! verklaarde dat dit een persoonlijk standpunt van De Bruyn was, maar dat de eigenlijke struikelsteen lag bij Groen dat geen kritiek op het besparingsbeleid zou wensen.
De Bruyn ging uiteindelijk met een eigen lijst Rood! voor de gemeenteraad in Antwerpen en de districtsraad in zijn woonplaats Deurne. Hij werd lijstduwer in Antwerpen en lijsttrekker voor het district. Zijn partij kreeg 1,1% van de stemmen en persoonlijk behaalde hij 212 voorkeurstemmen. Niemand van de lijst werd verkozen, terwijl de PvdA een onverwacht sterke score haalde met o.m. 4 verkozenen in de gemeenteraad.
Op 18 december 2012, twee maanden na de verkiezingen, kondigde Erik De Bruyn aan zijn politiek engagement stop te zetten.
In 2014 vroeg hij opnieuw een lidkaart van de sp.a aan en tevens een lidkaart van de PS.

## Rooddruk voor een nieuw socialisme
Rooddruk voor een nieuw socialisme, een boek van De Bruyn, is gepubliceerd in 2009 bij uitgeverij EPO. Het boek behandelt de nieuwe uitdagingen van het socialisme aan het begin van de 21e eeuw, meer bepaald de verkiezingen van 2009. De Bruyn was op dat moment voorman van de strekking sp.a Rood binnen de sociaaldemocratische partij sp.a. Met het boek wilde De Bruyn een links herbrond alternatief bieden voor de klassieke partijlijn.